# Edna Best
Edna Best, född 3 mars 1900 i Howe, Sussex, England, död 18 september 1974 i Genève, Schweiz, var en brittisk skådespelare.
Hon gjorde scendebut i London som sjuttonåring i Charleys tant. Efter sin största scensuccé i Alla himlar öppna sig (1926) gifte hon sig med Herbert Marshall och de framträdde tillsammans i flera pjäser på Broadway och i London under 1930-talet. Paret skilde sig 1940.
Hon gjorde filmdebut i hemlandet 1921 och kom till Hollywood 1939. Hon stannade kvar i USA och blev amerikansk medborgare 1950. Till att börja med hade hon romantiska roller men blev med åren en duktig karaktärsskådespelare.

## Filmografi (urval)
- 1921 – Tillie of Bloomsbury
- 1930 – Sleeping Partners
- 1934 – Mannen som visste för mycket
- 1934 – The Key
- 1938 – South Riding
- 1939 – Intermezzo
- 1940 – Skeppsbrott på den öde ön
- 1940 – Reuter meddelar
- 1947 – Spöket och Mrs Muir
- 1947 – Den charmerande mr Apley
- 1948 – Järnridån